# AgustaWestland
AgustaWestland é uma empresa Anglo-Italiana produtora de helicópteros. Foi formada em Julho de 2000 quando a Finmeccanica (a partir de 2017 Leonardo S.p.a.) e a GKN plc concordaram em juntas suas respectivas subsidiárias montadoras de helicópteros (Agusta e Westland Helicopters) para formar a AgustaWestland com a Leonardo e a GKN tendo cada uma participação de 50%.
Posteriormente, a Finmeccanica assumiu a parte da GKN em 2004 por 1,06 bilhão de libras. Desde 1 de janeiro de 2016, as atividades da AgustaWestland fundiram-se no setor de helicópteros da Finmeccanica, a partir da divisão de helicópteros Leonardo 2017.

## História
Em 26 de Maio de 2004 a GKN confirmou que venderia sua parte da AgustaWestland para a Finmeccanica por £1.06 bilhões. A AgustaWestland abriu escritórios em Filadélfia em 2005, e venceu um contrato para construir o novo helicóptero presidencial Marine One sobre a empresa americana Sikorsky, mas este programa foi cancelado em 2009.
No início de 2010 a AgustaWestland adquiriu a PZL-Świdnik, um fabricante Polonês de helicópteros.

## Produtos
- EH101/AW101
- VH-71 Kestrel – Variante VIP cancelada do EH101 para o contrato para a Marinha dos Estados Unidos, do helicóptero presidencial. Projeto em conjunto com a Lockheed Martin e a Bell Aircraft Corporation.
- AW109S Grand
- AW119
- AW139 (antigamente chamado de AB139, foi uma junção de 50% com a Bell Aircraft Corporation)
- AW149
- AW159
- AW169
- AW189
- Produtos da PZL Świdnik:
  - PZL SM-1
  - PZL SM-2
  - PZL Mi-2
  - PZL Kania
  - PZL W-3 Sokół
  - PZL SW-4
- Projetos em conjunto:
  - NH90 (32% de participação)
  - AW609 (100% de participação)
- Produção Licenciada:
  - AB412
  - Westland WAH-64 Apache versão do Boeing Apache AH-64 (67 construídos para o Exército Britânico), produção iniciada na GKN-Westland

## Galeria

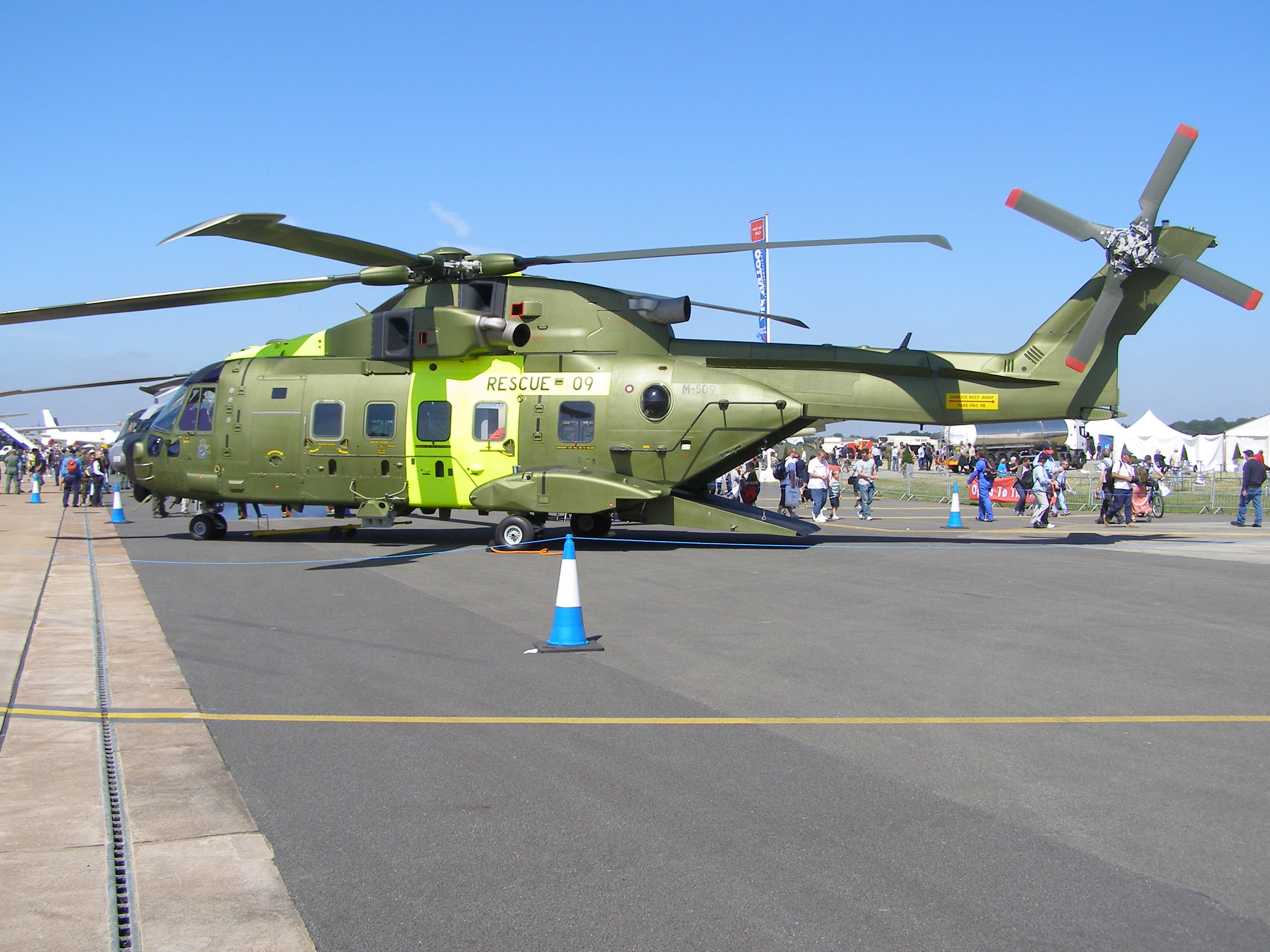
AW101
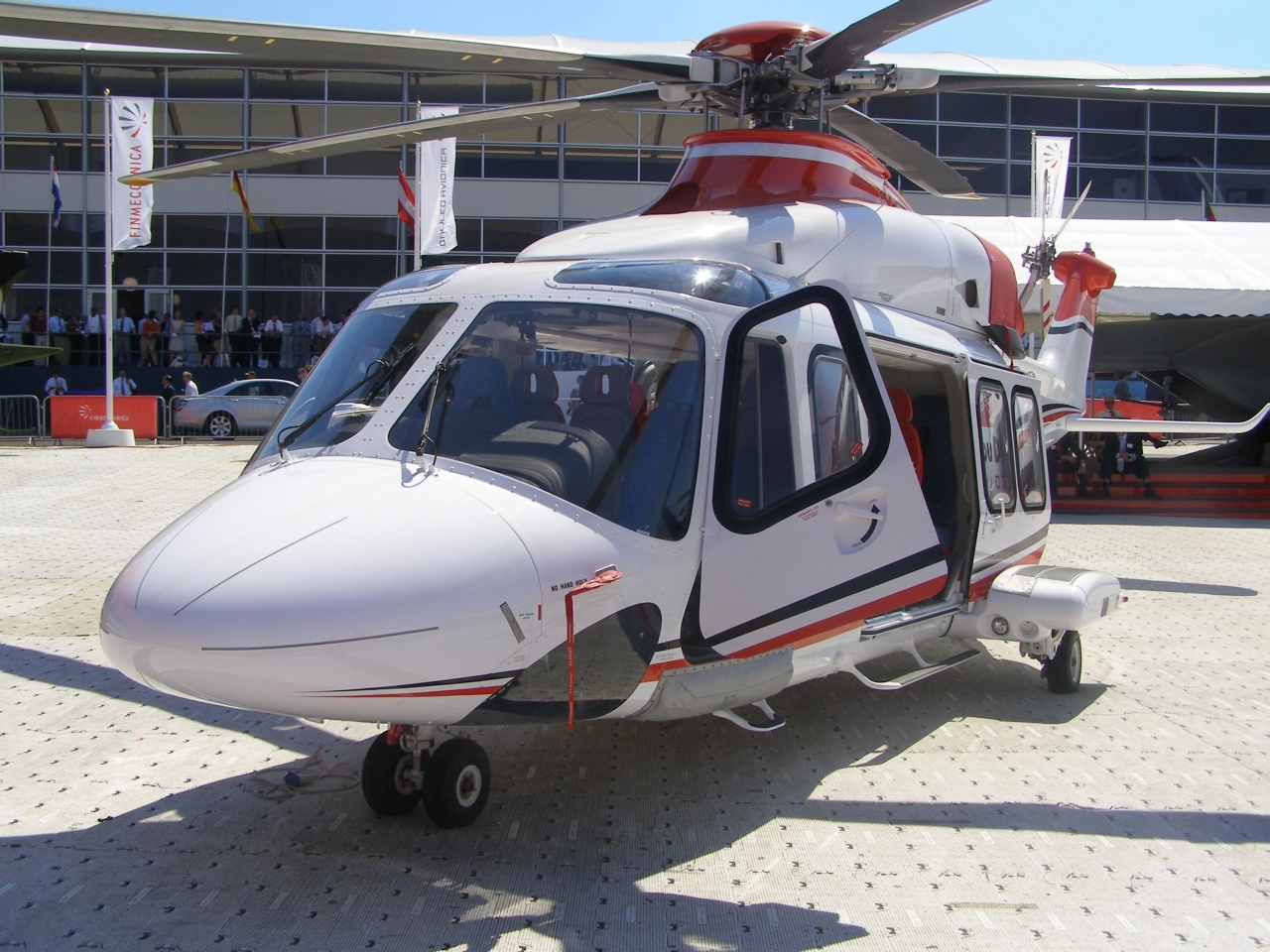
AW139
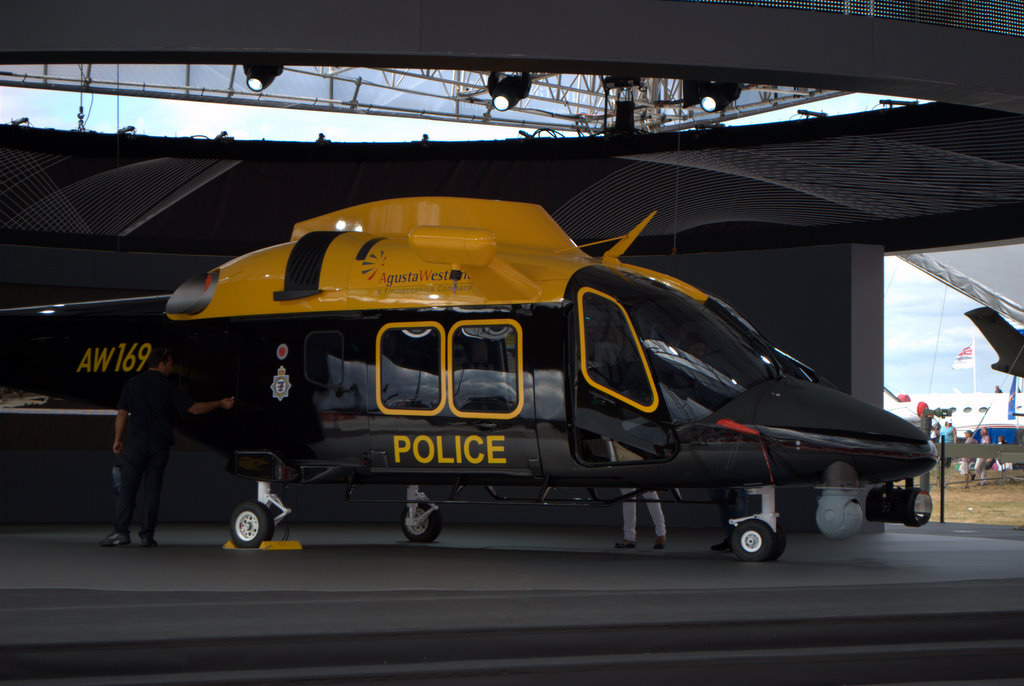
AW169
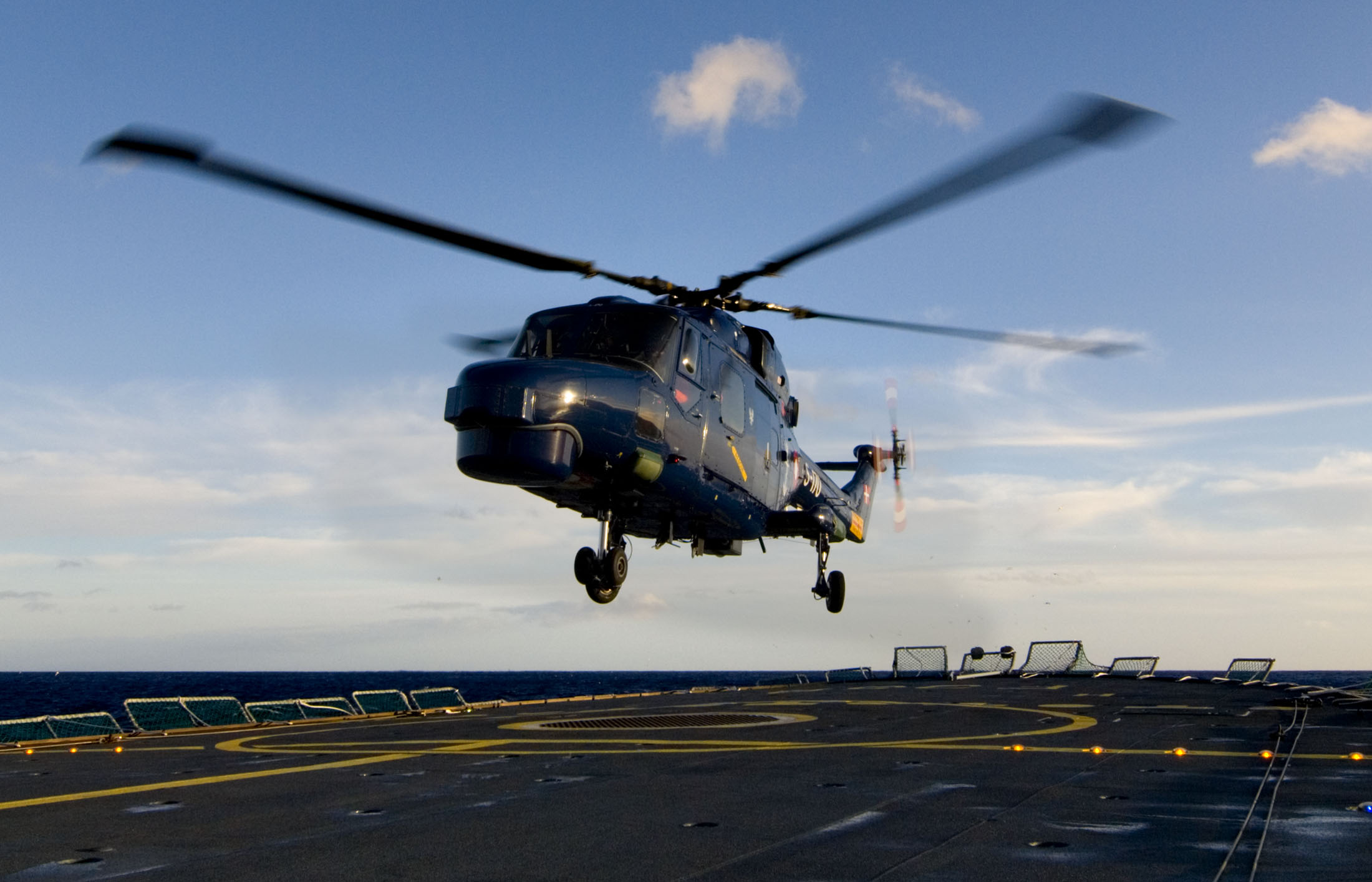
Westland Lynx
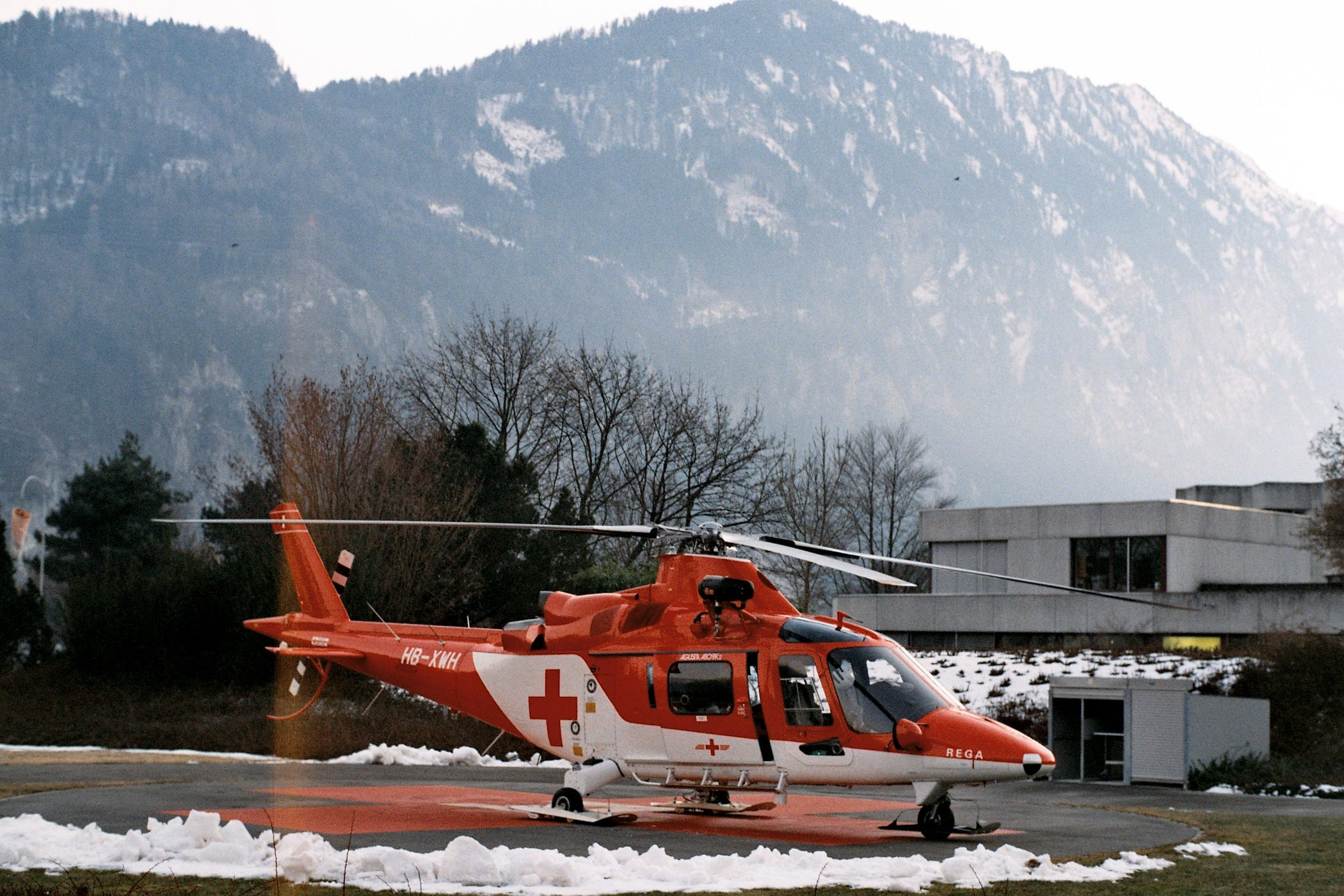
A109K2
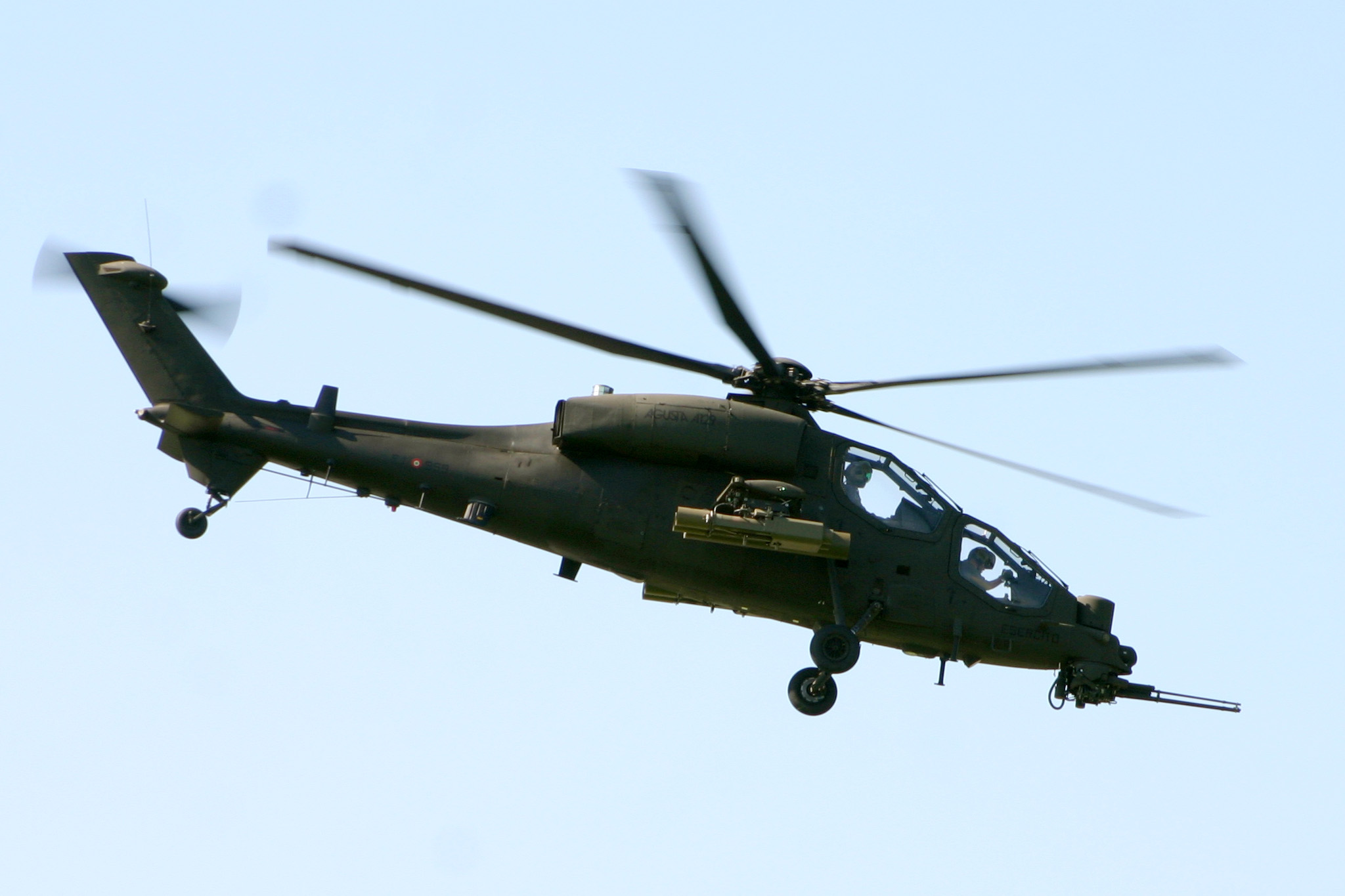
A-129CBT Mangusta
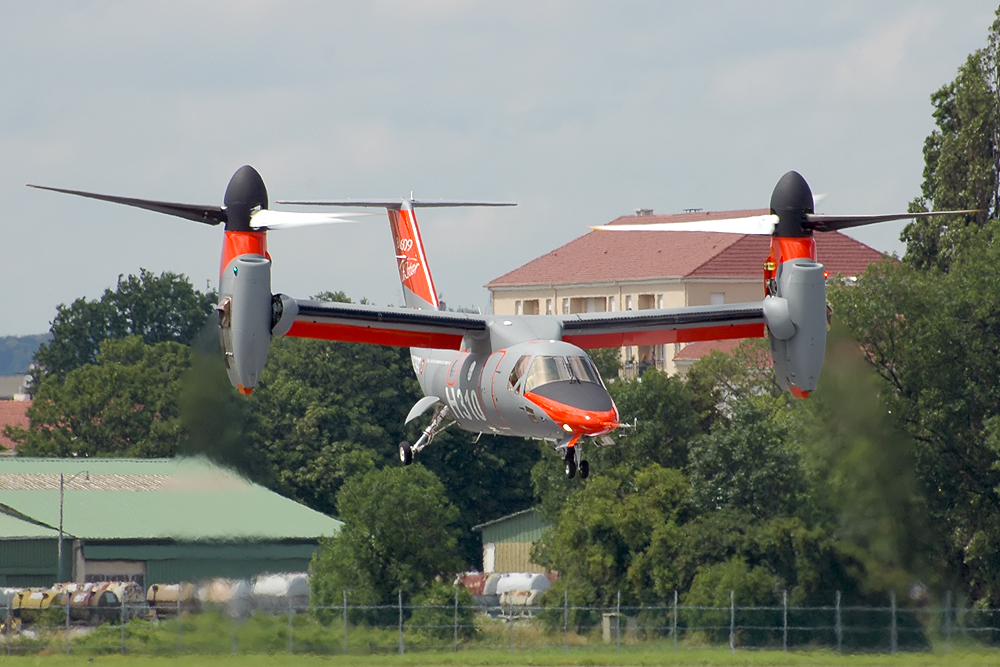
BA609
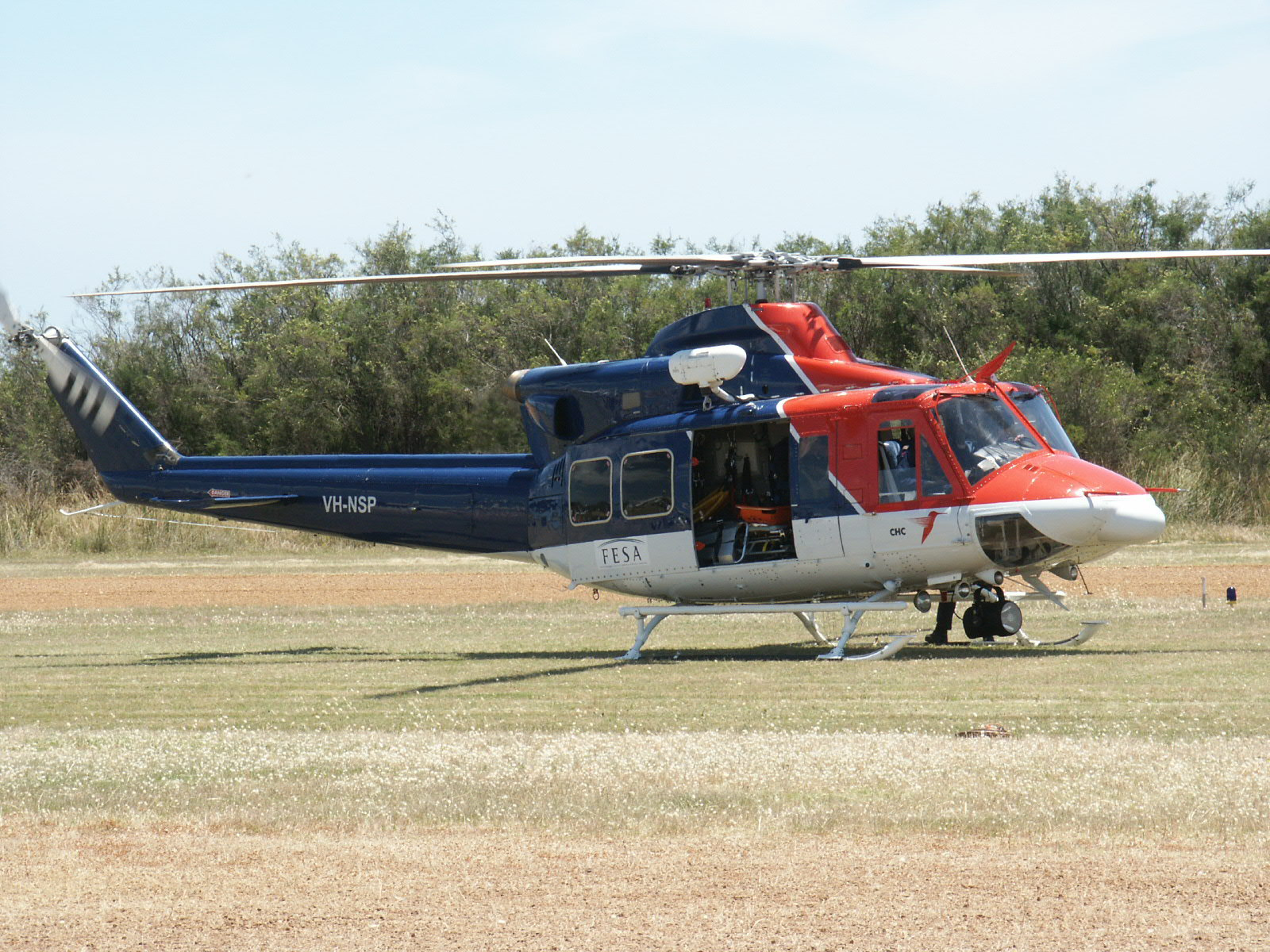
Agusta Bell AB412
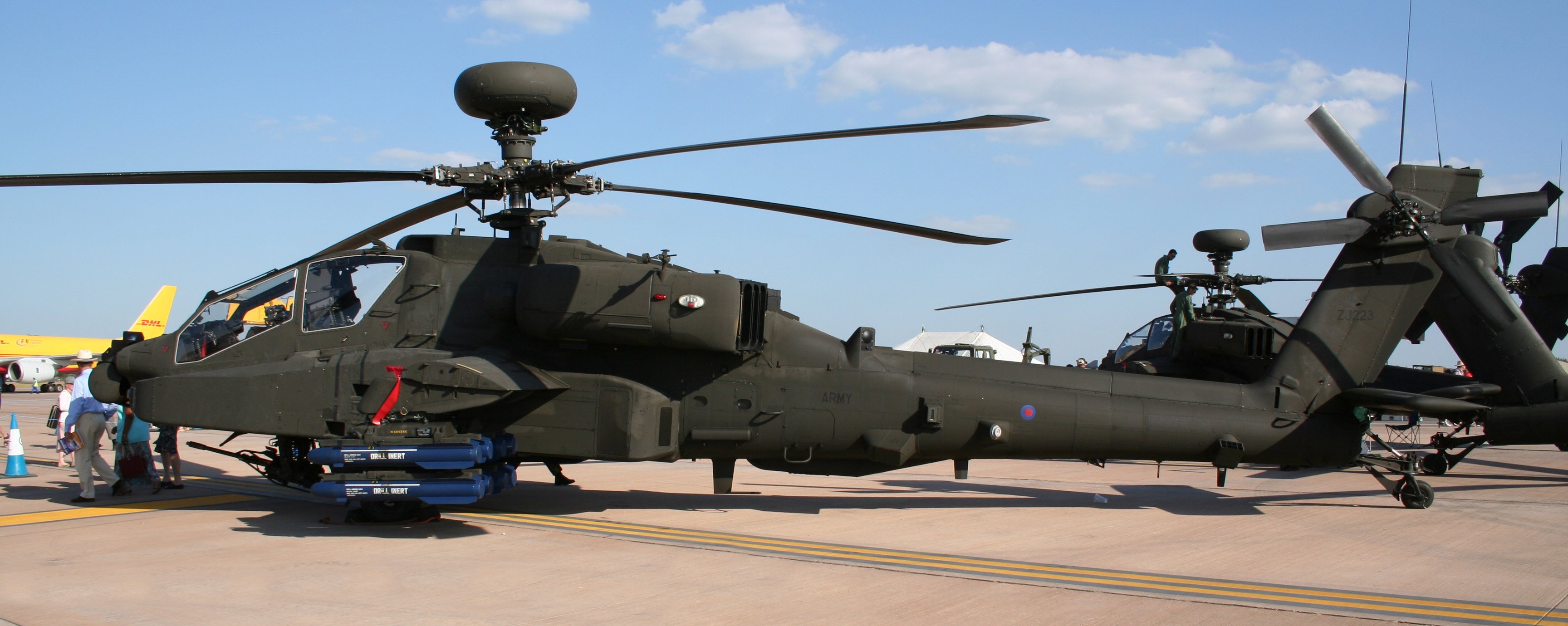
WAH64 Apache